# Station Orléans
Station Orléans is een spoorwegstation in de Franse gemeente Orléans. Het is een kopstation en doorgaande treinen stoppen in het vlakbijgelegen station Les Aubrais. Beide stations worden bediend door de tramlijn 1 van het tramnet van Orléans. Het station is in 2008 gerenoveerd en heeft een golvend dak gekregen.